# Унциал
Унциа́л (от лат. uncialis — равный по длине одной унции) — вид письма преимущественно маюскульного типа, распространённый в латинских и греческих рукописях IV—IX вв. 

## Характеристика
Характеризуется крупными округлыми буквами, почти не выходящими за пределы строки, без острых углов и ломаных линий. Пропорционально буквы близки к квадратной форме. В отличие от хронологически предшествующих римского капитального квадратного письма и капитального рустичного письма, у унциала появляются слабо выраженные — короткие и немногочисленные — выносные элементы. В общем и целом унциал остается преимущественно маюскульным письмом. 
В латинском унциале:
- буквы m, n, u относительно широки; m строится изогнутыми штрихами (при том, что прямая первая вертикальная черта может указывать на ранний унциал). n записывается как N для различия с r и c.
- f, i, p, s, t относительно узки.
- е также формируется изогнутыми линиями, её средний горизонтальный штрих не связан справа с опоясывающей кривой, положение этого штриха может также указывать на период письма (на более позднее письмо может указывать более низкое положение штриха).
- l имеет короткую базу, которая не продолжается вправо и не соединяется со следующей буквой.
- г имеет длинное, изогнутое плечо, часто соединяющееся со следующей буквой.
- s напоминает (и является прародителем) «длинной s»; в унциальном письме эта буква больше похожа на r, чем на f.

В более позднем унциальном письме буквы иногда начерчиваются менее определённо, например, ll имеет базовое сочленение, закругляющиеся элементы букв (например, у b, p, r) не всегда имеют сочленение со стемой, и сам текст не написан так чисто и разборчиво, как писался ранее.
Греческий и латинский унциалы выполнялись каламом или пером.

## Происхождение названия
Существуют сомнения относительно первоначального смысла слова «унциал». Вероятно, слово имеет корни в предисловии Св. Иеронима к Книге Иова, где оно находится в виде uncialibus, однако вполне возможно, что это неправильное толкование термина inicialibus (хотя такой термин не имеет смысла в данном контексте), когда Иероним, возможно, ссылался на большие заглавные буквы в начале каждого параграфа.
Habeant qui volunt veteres libros, vel in membranis purpureis auro argentoque descriptos, vel uncialibus ut vulgo aiunt litteris onera magis exarata quam codices.
В классической латыни uncialis может означать как  «высотой в дюйм», так «весом в унцию», и вполне возможно, что Иероним использовал подобную игру слов.  А. Люблинская отмечает возможную связь термина со словом uncia — двенадцатая часть, поскольку в колонке свитка, а затем и кодекса, помещалось около 12 букв.
Термин «унциальный» для описания вида письма был впервые использован Жаном Мабильоном в начале XVIII века. Затем определение было уточнено Шипионе Маффеи, который использовал его для проведения различия с капитальным квадратным письмом.

## История
Унциал сохранился прежде всего в пергаментных документах и кодексах. Унциальное письмо широко применялось в христианских книгах, а также в рукописях с античными текстами. С IX в. унциал употреблялся исключительно для заголовков и рубрик. В настоящее время науке известно около 500 унциальных рукописей итальянского, испанского, африканского и византийского происхождения. Особенно славились унциальными рукописями английские скриптории.
Согласно традиционной теории развития римского письма, унциал является «наследником» рустичного письма, которое, в свою очередь, развилось из капитального квадратного. Утверждалось, что на пергаменте унциал приобрел свою округлую форму и выносные элементы.
Теория, появившаяся в 1940—1950 годах и разработанная Жаном Маллоном, Робером Маришалем и Шарлем Перра, утверждает, в частности, что между рустичным и унциальным письмами прямую генетическую связь доказать и установить нельзя — существуют графические разрывы в форме букв и различающиеся дукты.  Маллон считает, что уже в III в. н. э. унциал выступал как каллиграфический вариант письма, поскольку унциал — в отличие от меняющегося в зависимости от инструмента, скорости написания и других факторов «нового обычного письма» (nouvelle ecriture commune)— претерпел очень мало изменений на всем протяжении своего существования.

## Разновидности
В силу своего чрезвычайно широкого распространения в Византии, Африке, Италии, Франции, Испании и Англии существовало несколько слегка различающихся стилей унциального письма:
- Североафриканское унциальное письмо более угловато, чем другие формы унциального письма. В частности, округлый элемент буквы а особенно резкий и острый.
- Византийский унциал имеет две отличительные особенности:

«b-d» унциал использует формы b и d, которые по начертанию ближе к полуунциалу. Такая разновидность была в использовании в IV и V веках;
«b-r» унциал, использовавшийся в V и VI веках, для которого характерна буква b размером в два раза больше остальных букв, а также буква r, у которой закруглённый элемент касается базовой линии, а стема выносится ниже неё.
- Итальянский унциал — это округлые буквы (c, e, o и т. д.) с плоскими вершинами, a с острым «носом» (подобно североафриканскому унциалу), почти горизонтальная, а не вертикальная стема в d и раздвоенные навершия (т. е. засечки в некоторых буквах, таких как f, l, t и s).
- Островной, или инсулярный унциал (Англия, Ирландия) обычно имеет определенное словоразделение и знаки ударения над ударными слогами — вероятно, это происходит от того, что ирландские книжники не говорили на языках, произошедших от латинского. Также для инсулярной разновидности характерны клиновидные навершия на буквах и украшение текста точками (insular dotting) или набросками животных.
- Французский (Меровингов) унциал использует тонкие подстрочные выносные элементы (g, p и т. д.), х с точкой пересечения черт выше середины строки и d с искривлённой, завивающейся стемой (несколько напоминающей черенок яблока), а также большое количество украшений текста: рисунки рыб, деревьев и птиц.
- Кириллический устав изначально повторял очень многие элементы позднего унциального письма.